# Kazimierz Adamczyk (ur. 1954)
Kazimierz Józef Adamczyk (ur. 23 kwietnia 1954) – polski menedżer, inżynier i urzędnik państwowy, doktor nauk technicznych, w 1993 podsekretarz stanu Ministerstwie Przemysłu i Handlu.

## Życiorys
Absolwent Akademii Górniczo-Hutniczej, uzyskał stopień doktora nauk technicznych. Od 1978 do 1989 pracował jako asystent i adiunkt w Instytucie Podstawowych Problemów Techniki Polskiej Akademii Nauk.
Od 1989 związany z Ministerstwem Przemysłu (z rekomendacji NSZZ „Solidarność”), gdzie był dyrektorem Departamentu Gospodarki Energetycznej i Paliwowej oraz Głównym Inspektorem Gospodarki Energetycznej. Od 1991 pracownik przekształconego Ministerstwa Przemysłu i Handlu, początkowo jako dyrektor generalny, następnie od kwietnia do września 1993 – podsekretarz stanu. Po odejściu z zarządu w latach 1993–2001 kierował spółką EuRoPol Gaz SA, zajmującą się przesyłem gazu, potem do 2003 był zastępcą dyrektora naczelnego Bartimpexu. Jego praca w tych miejscach wiązała się z medialnymi oskarżeniami o konflikt interesów, bowiem jako pracownik ministerstwa zajmował się negocjacjami dotyczącymi gazownictwa. Później został właścicielem i prezesem kilku spółek. Zasiadł także w radach nadzorczych różnych przedsiębiorstw, m.in. Banku Współpracy Europejskiej, Petrochemii Płock, Państwowej Agencji Węgla Kamiennego czy Towarzystwa Ubezpieczeniowego Cigna STU.